# 紀北町
紀北町（日语：／ Kihoku chō */?）為位於日本三重縣南部的行政區劃，東側鄰熊野灘，西北部大台山脈為主的山區，轄內平地不多，主要聚落位於赤羽川及船津川的沿岸區域；由於受到來自南方季風的影響，與日本其他地方相比氣候較為溫暖且多雨，在北部的紀伊長島地區的全年降雨量可達2,500毫米，南部的海山地區更可達3,300毫米。
由於位於三重縣的地方區分中東紀州的最北端，因此在2005年成立時便以「紀北」作為新町名。

## 人口
| 紀北町人口分布圖 |                                               |  |
| 紀北町與日本全國年齡別人口分布比較圖 （2005年資料） | 紀北町的年齡、男女別人口分布圖 （2005年資料） |  |
| ■紫色是紀北町 ■綠色是全国 | ■藍色是男性 ■紅色是女性                       |  |
| 紀北町人口變化 \| 1970年 \| 26,691人 \| \| \| 1975年 \| 26,568人 \| \| \| 1980年 \| 26,268人 \| \| \| 1985年 \| 25,151人 \| \| \| 1990年 \| 23,663人 \| \| \| 1995年 \| 22,478人 \| \| \| 2000年 \| 21,362人 \| \| \| 2005年 \| 19,963人 \| \| \| 2010年 \| 18,611人 \| \| \| 2015年 \| 16,338人 \| \| \| 2020年 \| 14,604人 \| \| |                                               |  |
| 資料來源：日本總務省統計中心提供之人口普查數據 |                                               |  |
| 1970年 | 26,691人                                      |  |
| 1975年 | 26,568人                                      |  |
| 1980年 | 26,268人                                      |  |
| 1985年 | 25,151人                                      |  |
| 1990年 | 23,663人                                      |  |
| 1995年 | 22,478人                                      |  |
| 2000年 | 21,362人                                      |  |
| 2005年 | 19,963人                                      |  |
| 2010年 | 18,611人                                      |  |
| 2015年 | 16,338人                                      |  |
| 2020年 | 14,604人                                      |  |

## 歷史
過去最初在令制國時代屬於志摩國英虞郡，並曾是伊勢神宮的領地；直到1582年才由當時的新宮城城主堀內氏善和伊勢國司北畠信雄議定以荷坂峠為界，將以西的這片區域歸入紀伊國牟婁郡。
在江戶時代後成為紀州德川家紀州藩領地，19世紀末廢藩置縣後曾隸屬和歌山縣，1872年第一次府縣整併時改劃入度會縣，1876年再併入三重縣。
1889年日本實施町村制，現在的紀北町轄區在當時還分屬相賀村、船津村、引本村、三野瀨村、長島村、赤羽村、二鄉村七個行政區劃；位於南部的三個行政區劃在1954年合併為海山町，1955年北部的四個行政區劃也整併為長島町，並在1970年更名為紀伊長島町。
2000年代日本政府啟動平成大合併，紀伊長島町與海山町在經過多種方案討論後，在2005年合併為現在的紀北町。

### 變遷表
| 1889年4月1日 | 1889年 - 1912年            | 1912年 - 1944年            | 1945年 - 1954年            | 1955年 - 1989年            | 1955年 - 1989年               | 1989年 - 現在               | 現在                        |
| ------------ | -------------------------- | -------------------------- | -------------------------- | -------------------------- | ----------------------------- | --------------------------- | --------------------------- |
| 長島村       | 1899年2月21日 改制為長島町 | 1899年2月21日 改制為長島町 | 1899年2月21日 改制為長島町 | 1955年1月1日 合併為長島町  | 1970年8月1日 改名為紀伊長島町 | 2005年10月11日 合併為紀北町 | 2005年10月11日 合併為紀北町 |
| 二鄉村       | 二鄉村                     | 二鄉村                     | 1950年12月15日 併入長島町  | 1955年1月1日 合併為長島町  | 1970年8月1日 改名為紀伊長島町 | 2005年10月11日 合併為紀北町 | 2005年10月11日 合併為紀北町 |
| 三野瀨村     |                            |                            |                            | 1955年1月1日 合併為長島町  | 1970年8月1日 改名為紀伊長島町 | 2005年10月11日 合併為紀北町 | 2005年10月11日 合併為紀北町 |
| 赤羽村       | 赤羽村                     | 赤羽村                     | 赤羽村                     | 1955年2月5日 併入長島町    | 1970年8月1日 改名為紀伊長島町 | 2005年10月11日 合併為紀北町 | 2005年10月11日 合併為紀北町 |
| 相賀村       | 相賀村                     | 1928年11月3日 改制為相賀町 | 1954年8月1日 合併為海山町  | 1954年8月1日 合併為海山町  | 1954年8月1日 合併為海山町     | 2005年10月11日 合併為紀北町 | 2005年10月11日 合併為紀北町 |
| 船津村       |                            |                            | 1954年8月1日 合併為海山町  | 1954年8月1日 合併為海山町  | 1954年8月1日 合併為海山町     | 2005年10月11日 合併為紀北町 | 2005年10月11日 合併為紀北町 |
| 引本村       | 1899年2月2日 改制為引本町  | 1899年2月2日 改制為引本町  | 1954年8月1日 合併為海山町  | 1954年8月1日 合併為海山町  | 1954年8月1日 合併為海山町     | 2005年10月11日 合併為紀北町 | 2005年10月11日 合併為紀北町 |
| 引本村       | 1897年5月31日 桂城村       |                            | 1954年8月1日 合併為海山町  | 1954年8月1日 合併為海山町  | 1954年8月1日 合併為海山町     | 2005年10月11日 合併為紀北町 | 2005年10月11日 合併為紀北町 |
| 引本村       | 1897年5月31日 須賀利村     | 1897年5月31日 須賀利村     | 1954年6月20日 合併為尾鷲市 | 1954年6月20日 合併為尾鷲市 | 1954年6月20日 合併為尾鷲市    | 1954年6月20日 合併為尾鷲市  | 1954年6月20日 合併為尾鷲市  |

## 行政

### 歷任首長
| 屆 | 姓名     | 上任日期       | 卸任日期       | 備註             |
| -- | -------- | -------------- | -------------- | ---------------- |
| 1  | 奧山始郎 | 2005年11月13日 | 2009年11月12日 | 原紀伊長島町町長 |
| 2  | 尾上壽一 | 2009年11月13日 | 2013年11月12日 |                  |
| 3  | 尾上壽一 | 2013年11月13日 | 2017年11月12日 |                  |
| 4  | 尾上壽一 | 2017年11月13日 | 現任           |                  |

## 交通
紀北町的主要聯外通道為鐵路紀勢本線、高速公路紀勢自動車道和公路國道42號；町內的客運路線由三重交通所經營。

### 鐵路
- 東海旅客鐵道
  - 紀勢本線：（←大紀町） - 紀伊長島車站 - 三野瀨車站 - 船津車站 - 相賀車站 - （尾鷲市→）

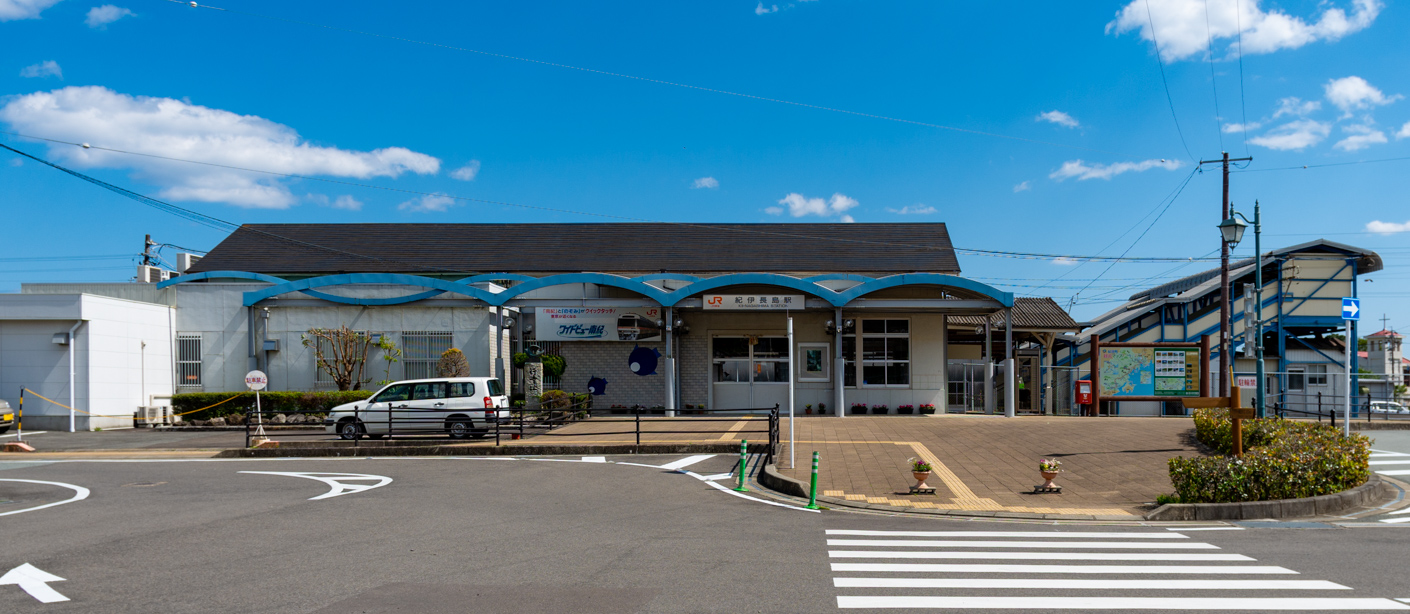
紀伊長島車站
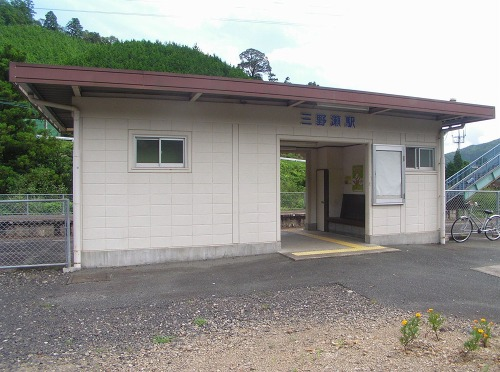
三野瀨車站
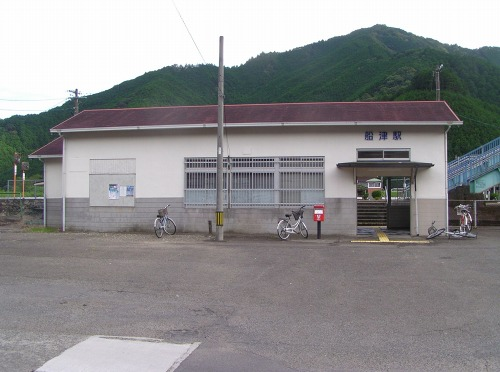
船津車站
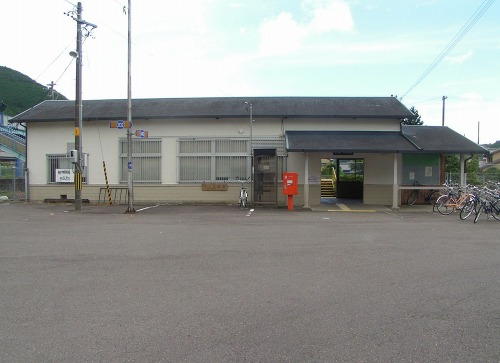
相賀車站

### 公路
高速公路
- 紀勢自動車道：（大紀町） - 紀伊長島交流道 - 紀北休息區（日语：紀北パーキングエリア） - 海山交流道 - （尾鷲市）

## 觀光資源
前往熊野三山參拜的熊野古道之一伊勢路以南北向貫穿紀北町，其已被列為世界遺產，因此許多觀光客會前來拜訪這些古道，紀北町內著名的古道路段包括北側與大紀町交界處的九十九折峠，此處過去是伊勢國和紀伊國的境界，因此也成為自伊勢國方向進入紀州的入口，目前在靠紀北町一側仍留存有約300公尺路段的石板路。在紀北町南側與尾鷲市交界處則有馬越峠則有長約兩公里的石板路，這兩個地點都是目前伊勢路最主要的觀光景點。
此外，被NHK誉为“奇迹的清流”的銚子川，也是较为知名的观光景点。

## 姊妹、友好城市

### 日本
- 四條畷市（大阪府）
1995年紀伊長島町與四條畷市締結為友好都市，2005年10月紀伊長島町合併為紀北町後，紀北町於12月與四條畷市繼續締結為友好都市。

## 外部連結
- （日語） 紀北町廣報的Facebook專頁
- （日語） 紀北町觀光協會 （页面存档备份，存于）
- （日語） 紀北町觀光協會的Facebook專頁